# Ablabesmyia reissi
Ablabesmyia reissi är en tvåvingeart som beskrevs av Analia C.Paggi och Juana Suarez 2000. Ablabesmyia reissi ingår i släktet Ablabesmyia och familjen fjädermyggor. Inga underarter finns listade i Catalogue of Life.